# ساحة بوجلود
ساحة بوجلود والمعروفة أيضًا باسم ساحة الباشا البغدادي، هي ساحة عامة كبيرة توجد بمدينة فاس بالمغرب، تقع غرب باب بوجلود.

## الوصف والخلفية التاريخية

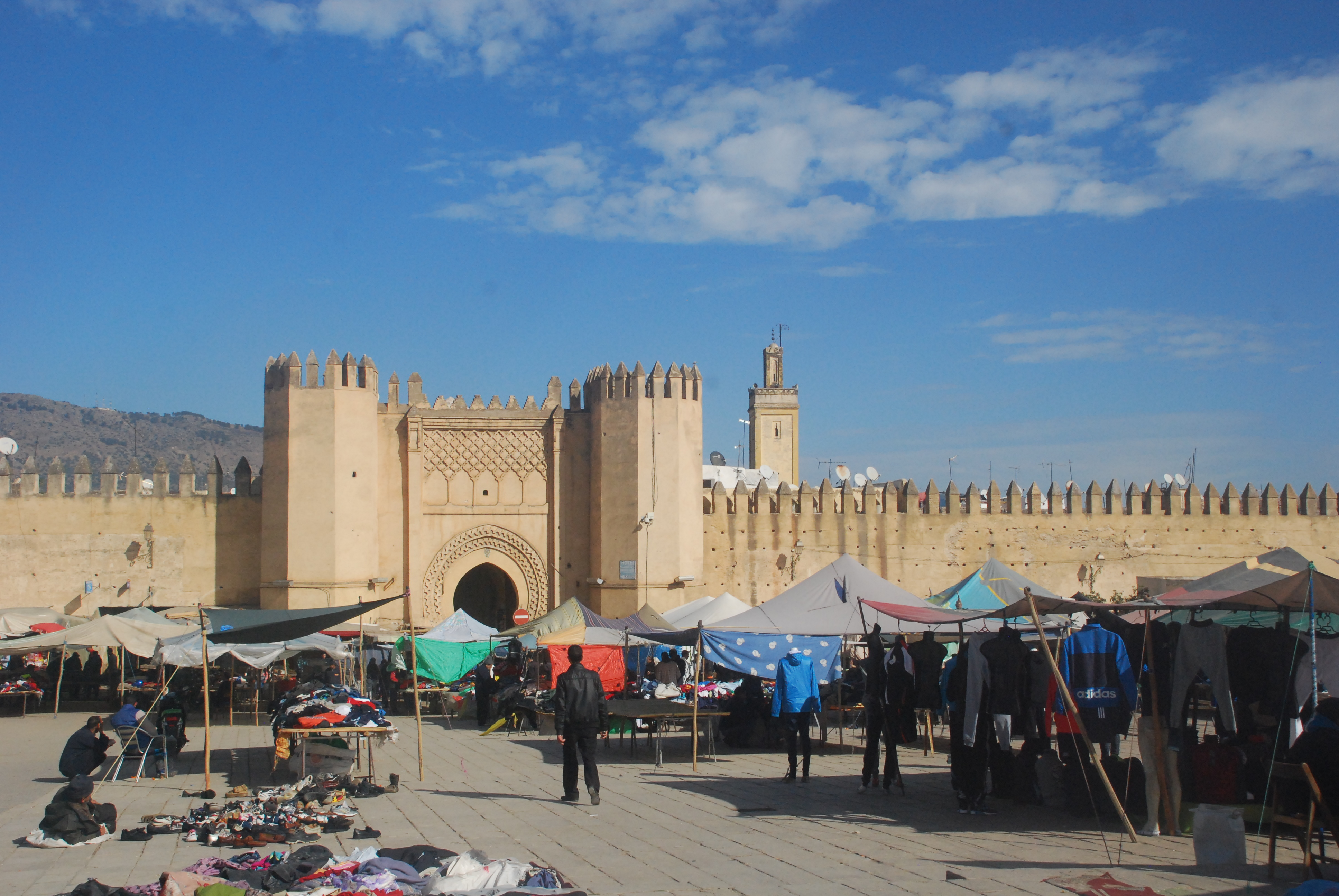
باب الشرفة والسوق على الجانب الشمالي من الساحة.

يحدُّ الساحة من الغرب باب المحروق وأسوار فاس البالي، ومن الشمال قصبة النوار (بما في ذلك باب الشرفة)، ومن الجنوب قصبة بوجلود القديمة. جنوب الساحة، توجد إلى اليوم ثانوية مولاي إدريس، أول ثانوية «حديثة» في المغرب، تأسست عام 1917. لا يزال جامع بوجلود من العهد الموحدي قائماً في الساحة.
يرجع تاريخ الساحة على الأرجح إلى العهد الموحدي (أوائل القرن الثالث عشر) عندما تم بناء معظم التحصينات بواسطة محمد الناصر. تم استخدام الساحة في الأصل كأرضية للعرض العسكري والتداريب، وأيضًا كمنطقة تخييم للقوافل وكمتنزه وأرض ترفيه في المساء.
واليوم، لا تزال الساحة مُستخدمة في أحداث مختلفة، فهي أحد الأماكن التي يُقام فيها مهرجان الموسيقى الروحية. أما الجزء الشمالي من الساحة، فهو موقع لسوق مفتوح منذ فترة طويلة، تُعرض فيه مختلف أنواع السّلع.